# HD 85622
HD 85622 är en dubbelstjärna belägen i den mellersta delen av stjärnbilden Seglet och som också har Bayer-beteckningen m Velorum. Den har en kombinerad skenbar magnitud av ca 4,58 och är svagt synlig för blotta ögat där ljusföroreningar ej förekommer. Baserat på parallax enligt Gaia Data Release 2 på ca 4,3 mas, beräknas den befinna sig på ett avstånd på ca 750 ljusår (ca 231 parsek) från solen. Den rör sig bort från solen med en heliocentrisk radialhastighet på ca 8 km/s.

## Egenskaper
Primärstjärnan HD 85622 A är en orange till gul superjättestjärna av spektralklass G5 Ib eller G6 IIa. Den har en massa som är ca 6 solmassor och har ca 1 900 gånger solens utstrålning av energi från dess fotosfär vid en effektiv temperatur av ca 4 800 K.
HD 85622 är en enkelsidig spektroskopisk dubbelstjärna med en cirkulär bana och en omloppsperiod på 329,3 dygn. a sin I-värdet är 0,39 AE, där a är en halv storaxel och I är banlutningen mot siktlinjen. Detta värde ger en undre gräns på den verkliga halvaxeln. Stjärnan visar en mikrovariation i dess magnitud, och är en källa för röntgenstrålning med ett synbart flöde av 42,6 × 10−17 W/m2.